# Аболь-Фатх Хан Зенд
Аболь-Фатх Хан Зенд (1755 или 1756-1787) — третий шах Ирана из династии Зендов, правивший с 6 марта по 22 августа 1779 года.

## Биография
После смерти Карим Хан Зенда началась междоусобная война двух лагерей. Одни поддерживали Аболь-Фатха, а другие — его младшего брата Мохаммада Али Хан Зенда. Оба были ещё детьми и были пешками в игре власти. Брат Карим Хана Заки Хан попытался провозгласить собственного сына Мохаммада Али Хана законным шахом династии Зенда, но вскоре после этого, он также сделал Аболь-Фатха общим правителем Ирана. И Мухаммед Али и Аболь-Фатх только держали номинальную власть во время их правления, так как их дядя был эффективным хозяином государства.
Ещё один брат Карим Хана Садек Хан Зенд оставил Шираз, чтобы собрать армию в Кермане, якобы в поддержку Аболь-Фатх-хана. А Хан в это время даже оказался в тюрьме.
Сразу же после смерти Карим Хана, князь каджарского племени Ага Мохаммед Шах Каджар подошёл с войском и занял город Мазендеран. Ведь каджари, как и ранее, доминировали на севере страны. Впоследствии он принял командование своего племени в Астарабаде и объявил о своей независимости от шаха Зенда.
Для борьбы с этим движением, шах направил иранскую армию под командованием своего племянника Али Мурад-шаха против правителей каджаров. Вскоре Али-Мореда Хан восстал против него и захватил город Исфахан. Однако Шах собирал высокие налоги с помещиков и жёстко расправлялся с неугодными. Это привело к тому, что его собственная армия взбунтовалась и убила Заки Хана 6 июня 1779 года, когда он шёл походом на Исфахан.
Тем временем, другой дядя Аболь-Фатха, Садек Хан вернулся в Шираз с армией. После получения известия о смерти Заки Хана, 19 июня 1779 года он провозгласил Аболь-Фатха единственным официальным правителем Ирана. Садек держал реальную власть, в то время как Аболь-Фатх, по большому счёту, жил себе в удовольствие и не принимал никакого участия в управлении империей.
Через два месяца после провозглашения 22 августа 1779 года Аболь-Фатха правителем, Садек Хан был свергнут. Аболь-Фатх был ослеплён по приказу Садек Хана. Очевидно, это произошло через два года, когда Шираз рухнул под нашествием Али-Моред Хана. Он умер в 1787 году в возрасте 32-х лет.